# Vœuil-et-Giget
Vœuil-et-Giget és un municipi francès situat al departament del Charente i a la regió de la Nova Aquitània. L'any 2007 tenia 1.533 habitants.

## Demografia

### Població
El 2007 la població de fet de Vœuil-et-Giget era de 1.533 persones. Hi havia 599 famílies de les quals 114 eren unipersonals (57 homes vivint sols i 57 dones vivint soles), 222 parelles sense fills, 225 parelles amb fills i 38 famílies monoparentals amb fills.
La població ha evolucionat segons el següent gràfic:
Habitants censats

### Habitatges
El 2007 hi havia 632 habitatges, 612 eren l'habitatge principal de la família, 2 eren segones residències i 18 estaven desocupats. 593 eren cases i 38 eren apartaments. Dels 612 habitatges principals, 527 estaven ocupats pels seus propietaris, 79 estaven llogats i ocupats pels llogaters i 6 estaven cedits a títol gratuït; 32 tenien dues cambres, 50 en tenien tres, 145 en tenien quatre i 386 en tenien cinc o més. 539 habitatges disposaven pel capbaix d'una plaça de pàrquing. A 208 habitatges hi havia un automòbil i a 382 n'hi havia dos o més.

### Piràmide de població
La piràmide de població per edats i sexe el 2009 era:
| Homes | Edats   | Dones |
| ----- | ------- | ----- |
| 0     | 95 o +  | 0     |
| 8     | 90 a 94 | 4     |
| 8     | 85 a 89 | 4     |
| 4     | 80 a 84 | 12    |
| 12    | 75 a 79 | 8     |
| 36    | 70 a 74 | 32    |
| 24    | 65 a 69 | 24    |
| 48    | 60 a 64 | 48    |
| 60    | 55 a 59 | 36    |
| 52    | 50 a 54 | 56    |
| 68    | 45 a 49 | 64    |
| 88    | 40 a 44 | 64    |
| 40    | 35 a 39 | 72    |
| 40    | 30 a 34 | 44    |
| 16    | 25 a 29 | 20    |
| 40    | 20 a 24 | 20    |
| 64    | 15 a 19 | 68    |
| 44    | 10 a 14 | 56    |
| 60    | 5 a 9   | 24    |
| 20    | 0 a 4   | 24    |

## Economia
El 2007 la població en edat de treballar era de 1.031 persones, 751 eren actives i 280 eren inactives. De les 751 persones actives 701 estaven ocupades (370 homes i 331 dones) i 50 estaven aturades (27 homes i 23 dones). De les 280 persones inactives 129 estaven jubilades, 90 estaven estudiant i 61 estaven classificades com a «altres inactius».

### Ingressos
El 2009 a Vœuil-et-Giget hi havia 638 unitats fiscals que integraven 1.671 persones, la mediana anual d'ingressos fiscals per persona era de 20.656 €.

### Activitats econòmiques
Dels 40 establiments que hi havia el 2007, 1 era d'una empresa alimentària, 1 d'una empresa de fabricació d'altres productes industrials, 11 d'empreses de construcció, 8 d'empreses de comerç i reparació d'automòbils, 7 d'empreses de transport, 2 d'empreses d'hostatgeria i restauració, 1 d'una empresa d'informació i comunicació, 1 d'una empresa financera, 3 d'empreses de serveis, 2 d'entitats de l'administració pública i 3 d'empreses classificades com a «altres activitats de serveis».
Dels 11 establiments de servei als particulars que hi havia el 2009, 1 era un taller de reparació d'automòbils i de material agrícola, 1 guixaire pintor, 1 fusteria, 3 lampisteries, 1 electricista, 1 empresa de construcció, 1 perruqueria i 2 restaurants.
L'únic establiment comercial que hi havia el 2009 era una fleca.
L'any 2000 a Vœuil-et-Giget hi havia 5 explotacions agrícoles.

## Equipaments sanitaris i escolars
L'únic equipament sanitari que hi havia el 2009 era una farmàcia.
El 2009 hi havia una escola elemental.

## Poblacions properes
El següent diagrama mostra les poblacions més properes.